# Euphaedra (Euphaedrana) uganda
Euphaedra (Euphaedrana) uganda es una especie de  Lepidoptera, de la familia Nymphalidae,  subfamilia Limenitidinae, tribu Adoliadini, pertenece al género Euphaedra, subgénero (Euphaedrana).

## Subespecies
- Euphaedra (Euphaedrana) uganda uganda
- Euphaedra (Euphaedrana) uganda minzuru (Hecq, 1994)

## Localización
Esta especie de Lepidoptera y las subespecies se encuentran localizadas en Uganda y Tanzania (África). 